# Распространение христианства в Восточном Причерноморье
Распространение христианства в Восточном Причерноморье — обращение в христианство населения Восточного Причерноморья (Колхиды). Сведения о распространении христианства получены из письменных и археологических источников, которые не всегда подтверждают друг друга. Но археологические материалы предоставляют более богатую и разнообразную картину.
Основными путями проникновения христианства в Колхиду являлись приморские города, многие из которых были основаны ещё греческими колонистами, унаследованные римлянами и затем византийцами. Вдоль побережья не было удобных сухопутных дорог и морские пути стали главными воротами христианских миссионеров, ссыльных мучеников, солдат, торговцев, которые принесли сюда новую веру. Самые древние и значительные христианские сооружения были открыты археологами именно в римско-византийских городах.
Позднейшие легенды и предания относят проникновение христианства в Колхиду к апостольским временам — I (апостольскому) веку. Согласно церковной традиции заслугу в просвещении Колхиды ставят апостолам Андрею, Симону Кананиту, почитавшемуся в Абазгии, Зихии, Воспоре и Матфею. Апостольская концепция распространялась в Византии не исторической литературой, а апокрифическими памятниками. В списке апостолов и учеников Псевдо-Епифания (VI—VII вв.) говорится, что Андрей проповедовал в Севастополисе Великом, гарнизону крепости Апсарус, на реке Фасис, скифам и горсиниям. К VIII—IX векам благодаря апостольским спискам было сформировано представление о двух очагах проповедей апостолов на восточном берегу Понта Эвксинского: южном — области Андрея и Матфея (Севастополис, Фасис, Апсарус, Иссулимен («город людоедов») и северном, связанном с Симоном (Боспор).
Систематизировал и реформировал предания об апостольской проповеди в Восточном Причерноморье автор жития апостола Андрея (1-я пол. IX века) — Епифаний Монах, положивший начало преданию о проповеди апостолов по всему Восточному Причерноморью. Основой для этого послужили два источника: список апостолов Псевдо-Епифания и местные предания. Епифаний Монах совершил путешествие по следам апостолов-проповедников со списком Псевдо-Епифания в руках и затем обобщил разрозненные сведения Псевдо-Епифания и местных преданий об апостольских проповедях Андрея, Симона и Матфея по всему восточному берегу Эвксинского Понта (Лазика, Фасис, Сванетия, Алания, Фуста, Авасгия, Зихия, Воспор). В византийских синаксарях сведения о проповеди Андрея появляются лишь с X века, а миссионерство Симона и Матфея на Кавказе не упоминается вообще. Поэтому в средневизантийское время эти предания не получили широкого распространения. Однако у Епифания Монаха и его последователей нет упоминаний о поставлении апостолом Андреем епископов в Восточном Причерноморье. Причиной является строгое следование списка апостолов Псевдо-Епифания и отсутствие местного предания об апостольском основании кафедр. Скорее всего восточнопричерноморские епископии не искали себе апостольских корней. Даже там, где такое предание могло существовать, например в Воспоре, не упомянуты имена, поставленных Андреем епископов.
К концу античной эпохи (V/VI в.) Восточное Причерноморье заселяли народы (с севера на юг): саниги (в других источниках зихи), абазги, апсилы, мисимиане, лазы (идентифицируются с колхами). Границы расселения этих племён являются дискуссионными.
Источники не единогласны в датировании раннего периода христианизации народов Восточного Причерноморья. Многое зависело от изменчивых обстоятельств в отношениях между Византией и Персией. Во времена хороших отношений с Византией лазские правители принимали христианство, при осложнении политической и военной обстановки выбирали Персию и зороастризм. Большинство историков едины во мнении официального обращения в христианство лазов при крещении лазского царя Цафия в 522/523 году — в царствование императора Юстина I. Археологические раскопки датируют христианские сооружения в Археополисе и его округе IV—V веками. Исходя из этого византинист Н. Ю. Ломоури сделал вывод, что в 522/523 году лазы лишь восстановили крещение, а произойти оно могло в IV (самое позднее в V) веке.
По описаниям Прокопия и Евагрия (в «Церковной истории») при правлении Юстиниана I в христианство были обращены абазги (предположительно около 540 года). По мнению археолога В. А. Леквинадзе цандрипшская базилика является «юстиниановским храмом для абазгов». Первым центром христианства на восточном Черноморском побережье стал город Питиунт (Пицунда). Существование к 325 году в Питиунте епископской кафедры, постройка на Пицундском мысу нескольких церквей (IV—VI вв.) может говорить о распространении христианства среди местного населения задолго до его формального крещения.
Об апсилах Прокопий Кесарийский пишет следующее: «Напротив (Петры), на другом берегу к северу, находится область апсилов: они подчинены лазам и стали христианами в древности, как и все другие народы, о которых мы говорили до этого». Открытие археологами в крепости Цибила раннехристианских церквей говорит о том, что в первой половине VI века апсилы уже были христианами.
В сообщении Епифания Монаха сказано, что апостол Андрей после пребывания с Симоном Кананитом в Авгазии и Севастополисе «ушёл в Зихию. Жестоки эти люди, варвары и поныне наполовину неверующие: они даже хотели убить Андрея, если бы не увидели его нестяжание, кротость и подвижничество». Несмотря на все усилия по христианизации, в начале IX века зихи оставались «наполовину неверующими». Вероятно, в IV веке христианства в Зихии ещё не было. Епифаний Кипрский помещает зихов среди народов Кавказа, имевших в то время собственные племенные религии. Первые сообщения об успехах распространения христианства среди зихов относятся к VI веку. Особенно в период правления императора Юстиниана I Византия предпринимала усилия для насаждения христианской веры на Северо-Западном Кавказе, в т. ч. и среди адыгов (зихов) в особенности. Зихия имела в средние века четыре епархии. Епископы Фанагорийской и Зихской епархий в начале VI века упоминаются среди присутствовавших на Соборах. Степень христианизации различных регионов Зихии была не одинакова. Активнее христианство внедрялось на побережье. С появлением в XIII веке в Северо-Кавказском регионе большого числа генуэзцев и других уроженцев Аппенинского полуострова начался новый этап в истории христианской Церкви. Этот новый важный этап продлился до второй половины XV века и привёл к распространению в Зихии — Черкесии католичества. Христианская религия не нашла глубокого проникновения в среде адыгов и народом была воспринята лишь внешняя форма, т. е. не укоренилась идеология, а распространилась, в основном, обрядовая система, которая переплелась с адыгским язычеством. 